# Olivia Ekponé
Olivia Adanwa Ekponé (née le 5 janvier 1993 à Silver Spring) est une athlète américaine, spécialiste des épreuves de sprint.

## Biographie
Médaillée de bronze du 200 mètres lors des Jeux olympiques de la jeunesse d'été de 2010, à Singapour, elle remporte deux médailles lors des championnats du monde juniors 2012 de Barcelone : l'argent sur 200 m et l'or au titre du relais 4 × 400 m.
En mai 2014, à Lexington, elle porte ses records personnels du 100 m à 11 s 11, et du 200 m à 22 s 23, signant à cette occasion la meilleure performance mondiale de l'année.

### Palmarès
| Date | Compétition                    | Lieu      | Résultat | Épreuve   | Performance   |
| ---- | ------------------------------ | --------- | -------- | --------- | ------------- |
| 2010 | Jeux olympiques de la jeunesse | Singapour | 3e       | 200 m     | 23 s 75       |
| 2012 | Championnats du monde juniors  | Barcelone | 2e       | 200 m     | 23 s 15       |
| 2012 | Championnats du monde juniors  | Barcelone | 1re      | 4 × 400 m | 3 min 30 s 01 |

### Records
| Épreuve | Performance         | Lieu      | Date        |
| ------- | ------------------- | --------- | ----------- |
| 100 m   | 11 s 11 (+ 1,3 m/s) | Lexington | 18 mai 2014 |
| 200 m   | 22 s 23 (- 0,8 m/s) | Lexington | 18 mai 2014 |